# Narella muzikae
Narella muzikae is een zachte koraalsoort uit de familie Primnoidae. De koraalsoort komt uit het geslacht Narella. Narella muzikae werd in 2007 voor het eerst wetenschappelijk beschreven door Cairns & Bayer. 